# Gransjön (Hallingebergs socken, Småland)
Gransjön är en sjö i Västerviks kommun i Småland och ingår i Botorpsströmmens huvudavrinningsområde.